# Cas Autoritat Nacional de Serveis Jurídics contra Unió de l'Índia
El cas Autoritat Nacional de Serveis Jurídics contra Unió de l'Índia és una sentència històrica de 2014 del Tribunal Suprem de l'Índia en el qual es va declarar que les persones transgènere són un "tercer gènere", es va afirmar que els drets fonamentals concedits en virtut de la Constitució de l'Índia s'aplicaran per igual a les persones transgènere i se'ls va donar el dret d'autoidentificar-se com a home, dona o tercer gènere. Aquesta sentència, del 15 d'abril de 2014, és un pas important cap a la igualtat de gènere a l'Índia. A més, el tribunal també va sostenir que, atès que les persones transgènere eren tractades com a classes marginades des del punt de vista social i econòmic, se'ls concediran discriminació positiva en l'admissió a institucions educatives i ocupacions.

## Les parts
L'Autoritat Nacional de Serveis Jurídics de l'Índia (en anglès: National Legal Services Authority, abreviat NALSA) va ser el principal sol·licitant. Es va constituir-se amb l'objectiu principal de prestar serveis d'assistència jurídica gratuïta als sectors desfavorits de la societat índia. Els altres demandants en aquest cas van ser la Societat de Benestar de la Dona Poojya Mata Nasib Kaur Ji, una societat i ONG registrada, i Laxmi Narayan Tripathy, una reconeguda activista d'Hijra.

## Tribunal
El cas es va jutjar enfront d'un tribunal de dos jutges de la Cort Suprema, compost pel jutge K.S. Panicker Radhakrishnan i el jutge Arjan Kumar Sikri. El jutge Radhakrishnan havia treballat com a assessor permanent de diverses organitzacions educatives i socials i havia ocupat càrrecs en els tribunals superiors de Kerala, Jammu i Caixmir i Gujarat abans del seu ascens al Tribunal Suprem. El jutge Sikri va començar a exercir l'advocacia a Delhi, especialitzant-se en casos constitucionals, assumptes laborals i de serveis i assumptes d'arbitratge. Abans del seu ascens a la Cort Suprema, va ocupar càrrecs en el Tribunal Superior de Delhi i en els tribunals superiors de Panjab i Haryana.

## Judici
El Tribunal ha ordenat als governs tant el central com els regionals que reconeguin legalment la identitat de gènere, ja sigui masculina, femenina o del tercer gènere:
- Reconeixement legal per al tercer gènere: En reconèixer la categoria de tercer gènere, la Cort reconeix que els drets fonamentals són aplicables al tercer gènere de la mateixa manera que ho estan per als homes i les dones. A més, el no reconeixement del tercer gènere en els estatuts penals i civils, com els relatius al matrimoni, l'adopció, el divorci, etc., és discriminatori per al transsexual.

- Reconeixement legal per a les persones que es troben en transició dins del binari masculí/femení: Quant a la forma en què es durà a terme el procediment real de reconeixement, el Tribunal es limita a declarar que prefereixen seguir la psique de la persona i utilitzar el "Test psicològic" en lloc del "Test biològic". També declaren que exigir en la Cirurgia de Reassignació de Sexe (en anglès, Sex Reassignment Surgery, abreviat SRS) com a condició per a canviar de sexe és il·legal.

- Salut pública i sanejament: S'ha ordenat als governs dels centres i els estats que adoptin mesures adequades per prestar atenció mèdica als transsexuals als hospitals i que els proporcionin també banys públics separats i altres instal·lacions. A més, se'ls ha ordenat que apliquin mesures separades de vigilància del VIH i de la serotonina per als transsexuals.

- Drets socioeconòmics: S'ha demanat als governs tant el central com els regionals que proporcionin a la comunitat diversos plans de benestar social i que tractin a la comunitat com a classes marginades des del punt de vista social i econòmic. També se'ls ha demanat que ampliïn les quotes de discrimació a favor d'aquests col·lectius en les institucions educatives i per als nomenaments públics.

- Estigma i sensibilització de l'opinió pública: Aquestes són les orientacions més àmplies: es demana als governs tant el central com els regionals que adoptin mesures per a sensibilitzar a l'opinió pública per tal que les persones transgènere sentin integrades i que també formen part de la vida social i no siguin tractades com a intocables; que adoptin mesures per a recuperar el seu respecte i el seu lloc en la societat; i que abordin seriosament problemes com la por, la vergonya, la disforia de gènere, la pressió social, la depressió, les tendències suïcides i l'estigma social.

- El Tribunal assenyala que aquestes declaracions han d'interpretar-se tenint en compte l'informe del Comitè d'Experts del Ministeri de Justícia Social i Apoderament sobre qüestions relatives a les persones transgènere.[10]